# Phytomyza anthyllidis
Phytomyza anthyllidis är en tvåvingeart som beskrevs av Erich Martin Hering 1954. Phytomyza anthyllidis ingår i släktet Phytomyza och familjen minerarflugor.
Artens utbredningsområde är Tyskland. Inga underarter finns listade i Catalogue of Life.